# Jakob Heinrich von Balthasar

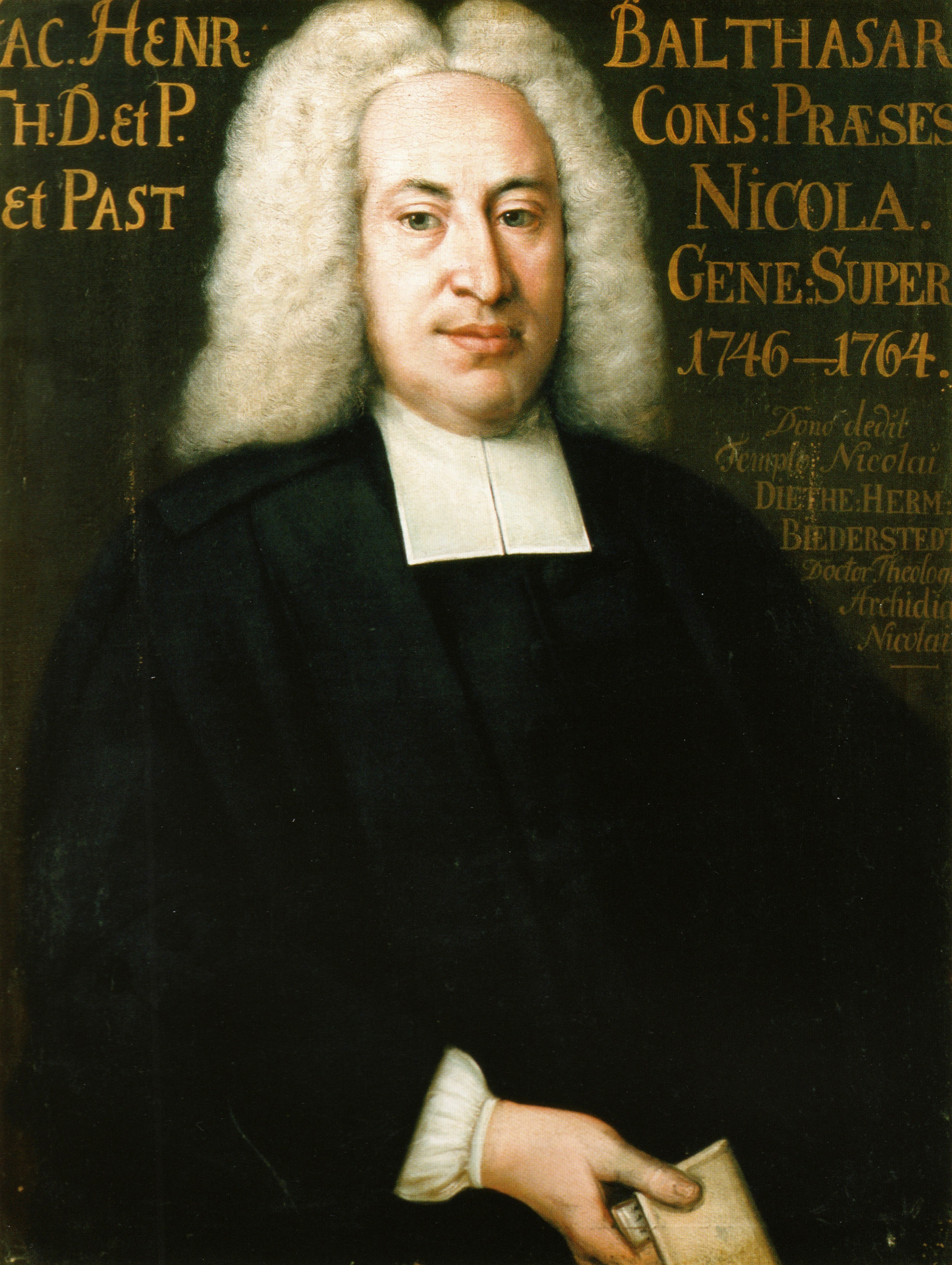
Jakob Heinrich von Balthasar

Jakob Heinrich von Balthasar (* 19. Oktober 1690 in Greifswald; † 2. Januar 1763 ebenda) war ein evangelischer Theologe, pommerscher Geschichtsforscher und Generalsuperintendent von Schwedisch-Pommern.

## Leben und Wirken
Jakob Heinrich Balthasar wurde als Sohn von Jakob Balthasar (1652–1706), Rechtsgelehrter an der Universität Greifswald, und dessen Ehefrau Anna Katharina Gerdes geboren. Nach dem Besuch der Stadtschule in Greifswald studierte er 1704 zunächst an der Universität Rostock, ab 1706 an der Universität Greifswald unter anderem klassische und orientalische Philologie sowie Metaphysik. 1710 wurde er Magister und setzte 1713 sein Studium an der Universität Jena und der Universität Berlin fort.
Im Jahre 1716 wurde von Balthasar Privatdozent an der Universität seiner Heimatstadt Greifswald. Drei Jahre später erhielt er die Berufung zum Professor der Theologie und zum Pfarrer an St. Jacobi in Greifswald. 1722 schließlich promovierte er zum Doktor der Theologie.
Nachdem er 1729 zum Konsistorialassessor ernannt worden war, erhielt er 1746 die Berufung zum Generalsuperintendent für Schwedisch-Pommern – in der Nachfolge von Michael Christian Rusmeyer. Dieses Amt übte er bis zu seinem Tode im 73. Lebensjahr aus. Sein Nachfolger wurde Laurentius Stenzler.
Jakob Heinrich von Balthasar war ein Vertreter des älteren Pietismus. Großes Interesse zeigte er an der pommerschen Geschichte: So bereitete er 1723 bis 1725 die Ausgabe von Bugenhagens „Pomerania“ vor sowie der „Pommerschen Annalen“ des Valentin von Eickstedt. Gleichzeitig veröffentlichte er seine eigenen zwei Sammlungen zur „Pommerischen Kirchen-Historie“.
Im Jahre 1743 gab er das Greifswaldische Wochen-Blatt heraus, eine der ersten in Greifswald erscheinenden wissenschaftlichen Zeitschriften. Er arbeitete hierbei eng mit seinem jüngeren Bruder, dem Juristen Augustin von Balthasar (1701–1786) zusammen.
Jakob Heinrich wurde 1746, zusammen mit seinen Brüdern Georg Nikolaus, Augustin und Johann Gustav, durch kaiserliches Diplom in den Adelsstand erhoben und führte dann den Namen von Balthasar. Er ging zwei Ehen ein: 1720 heiratete er Anna Rosina Gebhardi (1691–1721), und 1722 Katharina Margarete Zeidler (1702–1756), eine Pastorentochter aus Rostock. Genealogisch überliefert sind aus der zweiten Ehe die Tochter Anna Catharina (1727–1731) und drei Söhne, Johann Heinrich (1723–1724), Philipp Jacob (1726–1807), Pastor und Gutsbesitzer, sowie Georg Friedrich (1729–1761), Dozent an der Universität Greifswald. Die Enkeltochter Charlotte (1773–1857) war mit dem Bassiner Gutsbesitzer Moritz von Tigerström verheiratet, der Jurist Friedrich Wilhelm von Tigerström war ihr Sohn, somit ein Urenkel von Jakob Heinrich Balthasar.